# Віно
Ві́но (д.-рус. вѣно, чеськ. věno, пол. wiano, рос. вено) — давнє загальнослов'янське слово, що означало подарунок при укладанні шлюбу, плату за наречену.

## Етимологія
Загальнослов'янське віно походить від прасл. *věno, яке ймовірно, споріднене з лат. venum («продаж»), vendo («продаю», що сходить до сполучення venum do — «продаж даю»), грец. ώνος («ціна», що сходить до архаїчного *vōsnos), санскр. वस्न, васнах, що разом виводяться від пра-і.є. *u̯esno- («купувати»). Менш обґрунтоване зіставлення з грец. έδνον («придане»), давн.в-нім. widomo і давн-англ. weotuma, wituma («ціна»), а також зі слов'янським дієсловом вести.

## Вживання
У різний час та в різних народів конкретне значення відрізнялося:
1. плата за наречену;
2. посаг;
3. віно та привінок — подарунок чоловіка дружині або ж частина майна чоловіка, що забезпечує придане дружини.

Інколи віно входило до складу материзни.

### Плата за наречену
Це найдавніше значення слова. «Повість временних літ» зафіксувала під 988 і 1043 роками слово вѣно саме як викуп за наречену. У ті часи віно як викуп отримувала не наречена, а її родичі.

### Посаг
Пізніше слово змінило значення — віном почали називати посаг, але з 16 століття це давнє слово у цьому значенні усе більше витісняє термін «посаг».

## Віно і привінок
Особливим інститутом сімейношлюбного права в Україні (а також у Польщі, Литві та Білорусі) був інститут віна. За збереженим прадавнім звичаєм, який пізніше узаконив Литовський статут, наречений перед весіллям видавав своїй нареченій так званий віновий запис. У побуті це називалося «вінувати жінку» або «оправити віно». Було це обдаруванням молодої молодим. Віно встановлювалося спеціальними записами — «листами віновними» або «оправними» — юридичними документами, які вносилися в гродські та земські актові книги «для вічної пам'яти» — це називалося «записати віно». Величина віна встановлювалася в передшлюбній інтерцизі (угоді), про що домовлялися обидві сторони під час змовин. Метою віна було майнове забезпечення жінки на випадок смерті чоловіка.
На відміну від посага, який переходив у власність нової родини, віно назавжди залишалося власністю дружини. Придане, віно з привінком після смерті чоловіка переходило до рук удови і вважалося її власністю.
Як правило, складалося віно з двох рівних частин. Перша служила забезпеченням цілісності і недоторканності суми приданого, одержаного чоловіком від батька жінки, друга — тієї самої вартості, і називали її «привінок». Привінок розглядався як дар, а не як належне, і записувався тільки тим жінкам, які вперше йшли до шлюбу. Привінок був платою, своєрідним визнанням цнотливості дівчини, яка зуміла зберегти до весілля свій «вінок». В одному з віновних записів (1559) чоловік пише, що «за її (жінки) учтиве до мене ставлення записав їй (віно) совито (подвійно)».
Сумарно віно з привінком становило звичайно подвійну вартість приданого. Записували віно на частині майна чоловіка. «Оправу віна» можна було зробити тільки на третині майна чоловіка. Це обмеження було зроблене, аби після смерті чоловіка більшість його майна залишилася в родині, а не пішла з удовою. Земля, на яку був зроблений віновний запис, називалася «вінною».

## Інше
- За однією з версій, від слова віно походить назва міста Вінниця[5].